# Lysandra postmagnalutea
Lysandra postmagnalutea är en fjärilsart som beskrevs av Ruggero Verity 1946. Lysandra postmagnalutea ingår i släktet Lysandra och familjen juvelvingar. Inga underarter finns listade i Catalogue of Life.